# Course Marseille-Cassis 2016
Navigation
Édition précédente Édition suivante
Le Marseille-Cassis 2016 est la 38e édition de la course Marseille-Cassis qui a eu lieu en France le 30 octobre 2016.

## Résultats

### Hommes
| Rang | Temps           | Athlète               |
| ---- | --------------- | --------------------- |
|      | 59 min 28 s     | Henry Kiplagat        |
|      | 59 min 33 s     | Edwin Rotich          |
|      | 1 h 00 min 45 s | Remmy Ndiwa           |
| 4    | 1 h 00 min 48 s | Ezrah Sang            |
| 5    | 1 h 03 min 05 s | Nicholas Muling Makau |
| 6    | 1 h 03 min 16 s | Ezechiel Nizigiyimana |
| 7    | 1 h 03 min 37 s | Mohamed Serghini      |
| 8    | 1 h 03 min 52 s | Nicolas Navarro       |
| 9    | 1 h 04 min 32 s | Simon Tesfaye         |
| 10   | 1 h 04 min 33 s | Gervais Hakizimana    |
| 11   | 1 h 04 min 49 s | James Kibocha Theuri  |
| 12   | 1 h 06 min 02 s | Thierry Guibault      |
| 13   | 1 h 06 min 11 s | Mohamed Jourhaoui     |
| 14   | 1 h 06 min 48 s | Duncan Kipkurgat      |
| 15   | 1 h 06 min 50 s | Pierre Serel          |
| 16   | 1 h 06 min 55 s | Benoit Dunet          |
| 17   | 1 h 07 min 00 s | Emile Derrien         |
| 18   | 1 h 07 min 02 s | Julien Devanne        |
| 19   | 1 h 07 min 31 s | Francois Holzerny     |
| 20   | 1 h 07 min 37 s | Christopher Berraho   |

### Femmes
| Rang | Temps           | Athlète                  |
| ---- | --------------- | ------------------------ |
|      | 1 h 07 min 02 s | Joyciline Jepkosgei      |
|      | 1 h 09 min 25 s | Prendis Lekapana         |
|      | 1 h 10 min 20 s | Godfay Afera             |
| 4    | 1 h 11 min 44 s | Ayantu Gemechu           |
| 5    | 1 h 13 min 07 s | Peninah Arusei           |
| 6    | 1 h 16 min 34 s | Fanny Pruvost            |
| 7    | 1 h 16 min 34 s | Chadia Boumahdi          |
| 8    | 1 h 16 min 56 s | Garance Blaut            |
| 9    | 1 h 17 min 00 s | Aline Camboulives        |
| 10   | 1 h 17 min 17 s | Severine Planteur        |
| 11   | 1 h 18 min 02 s | Fatima Korichi           |
| 12   | 1 h 19 min 10 s | Fatima Yvelain           |
| 13   | 1 h 19 min 18 s | Alizee Barrier           |
| 14   | 1 h 19 min 44 s | Christelle Monier        |
| 15   | 1 h 20 min 16 s | Florence Reignier        |
| 16   | 1 h 21 min 32 s | Gaelle Differt           |
| 17   | 1 h 22 min 02 s | Marie-pierre Hoffmann    |
| 18   | 1 h 23 min 40 s | Balkissa Abdoulaye Kibro |
| 19   | 1 h 23 min 42 s | Cecile Plaquin           |
| 20   | 1 h 24 min 05 s | Sophie Laversanne        |